# امپیتاتافیکا، انتانیفاتسی
امپیتاتافیکا، انتانیفاتسی (به لاتین: Ampitatafika, Antanifotsy) یک سکونتگاه مسکونی در ماداگاسکار است که در واکینانکاراترا واقع شده‌است.

## خصوصیات
امپیتاتافیکا ۳۲٬۰۰۰ نفر جمعیت دارد و ۱٬۵۷۶ متر بالاتر از سطح دریا واقع شده‌است.